# RS-232

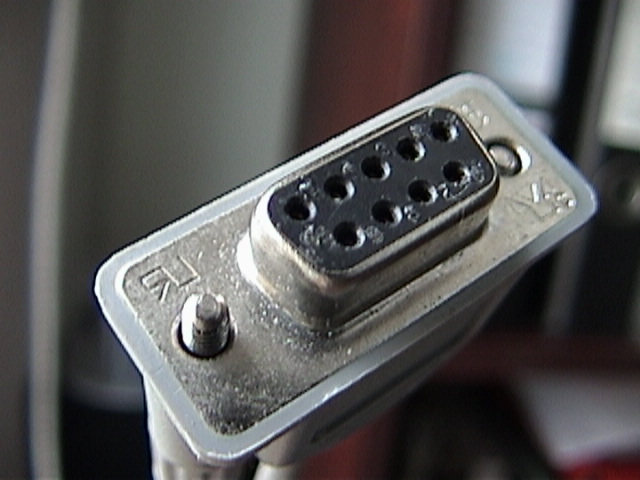
Роз'єм DE-9, що часто використовується для RS-232.

RS-232 — стандарт інтерфейсу обміну даними між двома пристроями шляхом послідовної передачі даних (асинхронний зв'язок або синхронний зв'язок), знаходить використання у послідовних портах комп'ютерів та інших пристроях.
Офіційна назва: «Інтерфейс між кінцевим обладнанням обробки інформації і кінцевим обладнанням каналу передачі даних, що використовує послідовний обмін двійковими даними» (Interface Between Data Terminal Equipment and Data Circuit-Terminating Equipment Employing Serial Binary Data Interchange).

## Історія
Цей стандарт з'єднання устаткування було розроблено в 1969 році низкою великих промислових корпорацій і опубліковано Асоціацією електронної промисловості США (Electronic Industries Association — EIA). Міжнародний союз електрозв'язку ITU-T використовує аналогічні рекомендації під назвами V.24 й V.28. В СРСР стандарт на подібний інтерфейс було прийнято під назвою рос. «Стык С2» і описано в документі ГОСТ 18145-81.

## Характеристики
Стандарт визначає номенклатуру ланцюгів та технічні вимоги до них (типи з'єднувачів, призначення їх контактів, робочі напруги і т. д.), що використовуються для з'єднання двох класів пристроїв:
- Кінцеве обладнання обробки інформації (рос. оконечное оборудование данных, ООД; англ. data terminal equipment, DTE), наприклад, термінал чи послідовний порт COM1 персонального комп'ютера;
- Кінцеве устаткування лінії зв'язку (рос. аппаратура передачи данных, АПД; англ. data circuit-terminating equipment, DCE), наприклад, модем.

Стандарт не визначає швидкості передачі. Загальноприйнята швидкість передачі для RS-232 — 9600 біт/сек на відстань до 15 м. Сучасні пристрої підтримують швидкість 115 кбіт/сек та більше.
Існує в 8-, 9-, 25- і 31-контактних варіантах роз'ємів. У даний момент найчастіше використовуються 9-контактні роз'єми.
У загальному випадку описує чотири інтерфейсні функції:
- визначення керуючих сигналів через інтерфейс;
- визначення формату даних користувача, переданих через інтерфейс;
- передачу тактових сигналів для синхронізації потоку даних;
- формування електричних характеристик інтерфейсу.

## Фізичний інтерфейс

Осцилограма рівнів напруги при передачі символу «K» (0x4B в ASCII).
1 старт-біт, 8 біт даних і 1 стоп-біт.

В стандарті RS-232 дані передаються у вигляді часової послідовності бітів. Стандарт підтримує синхронну та асинхронну передачу даних.
Рівні напруги
Стандарт RS-232 визначає рівні напруги, що відповідають логічним рівням «0» і «1». Допустимий діапазон значень напруги для логічної «1» складає від -3 до -15 В, для логічного «0» — від 3 до 15 В відносно загальної землі («GND»). Значення напруги від −3 до 3 В є забороненими, це зроблено для покращення завадостійкості передачі.

## Пов'язані стандарти
Інші послідовні інтерфейси, схожі на RS-232:
- EIA-422 (RS-422)
- RS-423
- RS-449
- RS-485
- MIL-STD-188
- EIA-530
- EIA/TIA-561
- EIA/TIA-562
- TIA-574